# Lispothrips populi
Lispothrips populi är en insektsart som beskrevs av Dudley Moulton 1929. Lispothrips populi ingår i släktet Lispothrips och familjen rörtripsar. Inga underarter finns listade i Catalogue of Life.